# Telegram (Björk)
Telegram is een muziekalbum van de IJslandse zangeres Björk en bevat remixes van haar voorgaande album Post en een nieuw nummer.

## Tracklisting
Het album bevat 9 remixes van het album Post en het nieuwe nummer: My Spine.
1. Possibly maybe (lucy mix)
2. Hyperballad (brodski quartet version)
3. Enjoy (further over the edge mix)
4. My spine (evelyn glennie)
5. I miss you (dobie's rub part one - sunshine mix)
6. Isobel (deodato mix)
7. You've been flirting again (flirt is a promise mix)
8. Cover me (dillinja mix)
9. Army of me (massey mix)
10. Headphones (mika vaionio remix)

## Trivia
- De Amerikaanse versie van het album bevat de albumversie van I Miss You die ook al verscheen op het album Post.
- De nummers van Post die niet op dit album staan zijn wél geremixt maar Björk wilde ze niet op dit album zetten.
- De fotograaf van de albumcover is Nobuyoshi Araki.